# Прјоза (Ђенова)
Прјоза је насеље у Италији у округу Ђенова, региону Лигурија.
Према процени из 2011. у насељу је живело 33 становника. Насеље се налази на надморској висини од 840 м.